# Caius Marcius Figulus (consul en -64)
Caius Marcius Figulus était un homme politique romain, sénateur, élu consul en 64 av. J.-C. aux côtés de Lucius Julius Caesar.

## Biographie
On ignore assez largement ses origines familiales. On suppose traditionnellement qu'il est né au sein de la gens Minucia, s'appelant à la naissance Caius Minucius Thermus, mais qu'il fut adopté par un C. Marcius Figulus, petit-fils de Caius Marcius Figulus pour éviter l'extinction d'une branche familiale dépourvue d'héritiers mâles. Il est élu au rang de préteur en 67 av. J.-C. avant d'être élu consul en 64 av. J.-C., aux côtés de Lucius Julius Caesar. Au cours de son consulat, plusieurs lois sont passées, notamment concernant les guildes et les associations de commerçants, ainsi qu'au sujet du nombre de suivants qui pouvaient escorter un candidat lors des campagnes électorales. Après son office, il refusa toute nomination en tant que promagistrat à Rome ou en tant que proconsulaire outremer.
Le 5 décembre 63 av. J.-C., il fait partie des sénateurs de rang consulaire qui s'exprimèrent en faveur de la peine de mort contre les conjurés de Catilina. Le jour suivant, il soutint la motion visant à accorder à Cicéron des actions de grâce publiques pour avoir sauvé la République. À sa mort, sa famille lui fit ériger un tombeau somptueux.